# Malý Slivník
Malý Slivník (ungarisch Kisszilva) ist eine Gemeinde im Osten der Slowakei mit 1122 Einwohnern (Stand 31. Dezember 2024) im Okres Prešov, einem Teil des Prešovský kraj, und wird zur traditionellen Landschaft Šariš gezählt.

## Geographie

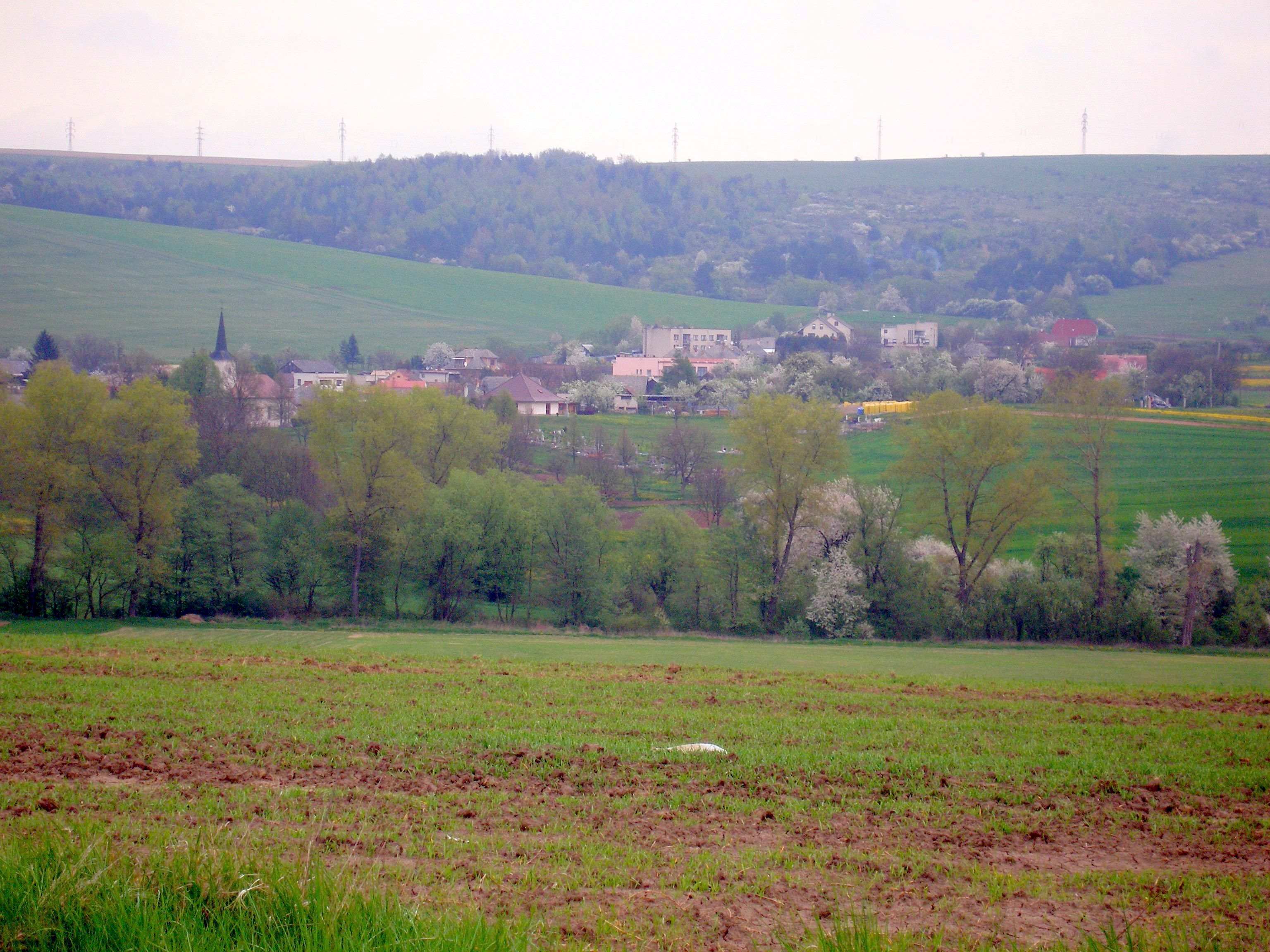
Malý Slivník und Umgebung

Die Gemeinde befindet sich im Nordostteil des Berglands Šarišská vrchovina an einem kleinen Nebenbach der Mošurovanka, im Einzugsgebiet des Sekčov. Das Ortszentrum liegt auf einer Höhe von 364 m n.m. und ist 17 Kilometer von Prešov entfernt.
Nachbargemeinden sind Terňa im Westen und Norden, Geraltov im Nordosten sowie Veľký Slivník im Osten und Süden.

## Geschichte

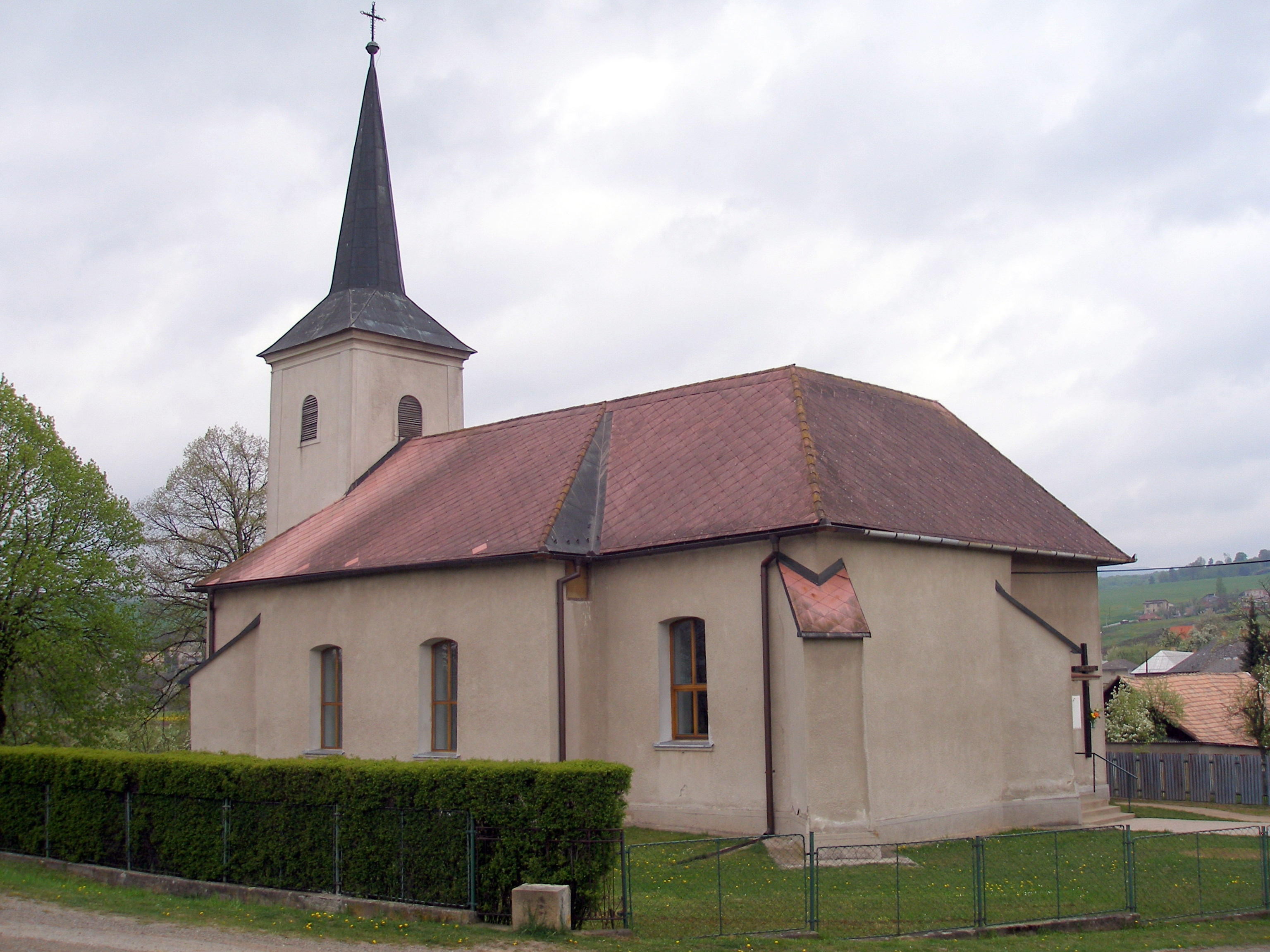
Kirche im Ort

Der Ort wurde zum ersten Mal 1248 als Ujszilva schriftlich erwähnt und war damals Gut im Herrschaftsgebiet der Burg Scharosch. 1389 erhielt ein Adelsgeschlecht von Rozhanovce den Besitz. 1427 sind in einem Steuerverzeichnis 24 Porta verzeichnet. Besitzer in der Neuzeit stammten unter anderem aus den Geschlechtern Tárcsay, Kecer und Bornemissza. 1828 zählte man 32 Häuser und 245 Einwohner, die als Landwirte, Waldarbeiter und Weber beschäftigt waren.
Bis 1918 gehörte der im Komitat Scharosch liegende Ort zum Königreich Ungarn und kam danach zur Tschechoslowakei beziehungsweise heute Slowakei.

## Bevölkerung
| Jahr                | 1994 | 2004     | 2014     | 2024     |
| ------------------- | ---- | -------- | -------- | -------- |
| Anzahl der Personen | 524  | 722      | 890      | 1122     |
| Unterschied         |      | +37,78 % | +23,26 % | +26,06 % |

| Jahr                | 2023 | 2024 |
| ------------------- | ---- | ---- |
| Anzahl der Personen | 1100 | 1122 |
| Unterschied         |      | +2 % |

Nach der Volkszählung 2011 wohnten in Malý Slivník 824 Einwohner, davon 575 Slowaken, 181 Roma, zwei Tschechen und ein Magyare. 65 Einwohner machten keine Angabe zur Ethnie.
619 Einwohner bekannten sich zur römisch-katholischen Kirche, sechs Einwohner zur griechisch-katholischen Kirche und ein Einwohner zur Evangelischen Kirche A. B. Sechs Einwohner waren konfessionslos und bei 192 Einwohnern wurde die Konfession nicht ermittelt.

## Bauwerke
- römisch-katholische Kirche im Barockstil aus dem Jahr 1730